# Wenden (Alemanha)
Wenden é um município da Alemanha localizado no distrito de Olpe, região administrativa de Arnsberg, estado de Renânia do Norte-Vestfália.